# Pseudoleskeopsis lutescens
Pseudoleskeopsis lutescens là một loài Rêu trong họ Leskeaceae. Loài này được (Cardot) Broth. mô tả khoa học đầu tiên năm 1925.